# Letní olympijské hry mládeže 2014
Letní olympijské hry mládeže 2014, oficiálně II. letní olympijské hry mládeže (čínsky 第二届夏季青年奧林匹克运动会), se konaly v čínském Nankingu. Slavnostní zahájení proběhlo 16. srpna 2014, zakončení se pak uskutečnilo 28. srpna 2014.
Pro hry bylo připraveno několik sportovišť, jako třeba Olympijské sportovní centrum se stadionem, jenž má kapacitu 60 000 diváků. Se hrami byla, jako při Letních olympijských hrách mládeže 2010, spojena nauka o kultuře a účastníci se mohli vzdělávat ve výukových centrech.

## Volba pořadatele
Kandidaturu na pořadatelství her projevilo celkem deset měst, z nich nakonec zažádaly tři města.
- Nanking
- Poznaň
- Guadalajara

Město Guadalajara později stáhla svou nabídku. 10. února 2010 bylo během zasedání MOV ve Vancouveru zvoleno za hostitelské město Nanking.
| Město   | Stát   | První kolo |
| ------- | ------ | ---------- |
| Nanking | Čína   | 47         |
| Poznaň  | Polsko | 42         |

## Olympijské sportoviště
Všechna místa byla rozdělena do pěti zón. S výjimkou závodiště jachtingu, triatlonu, silničního závodu v cyklistice, které byly na jiných místech.

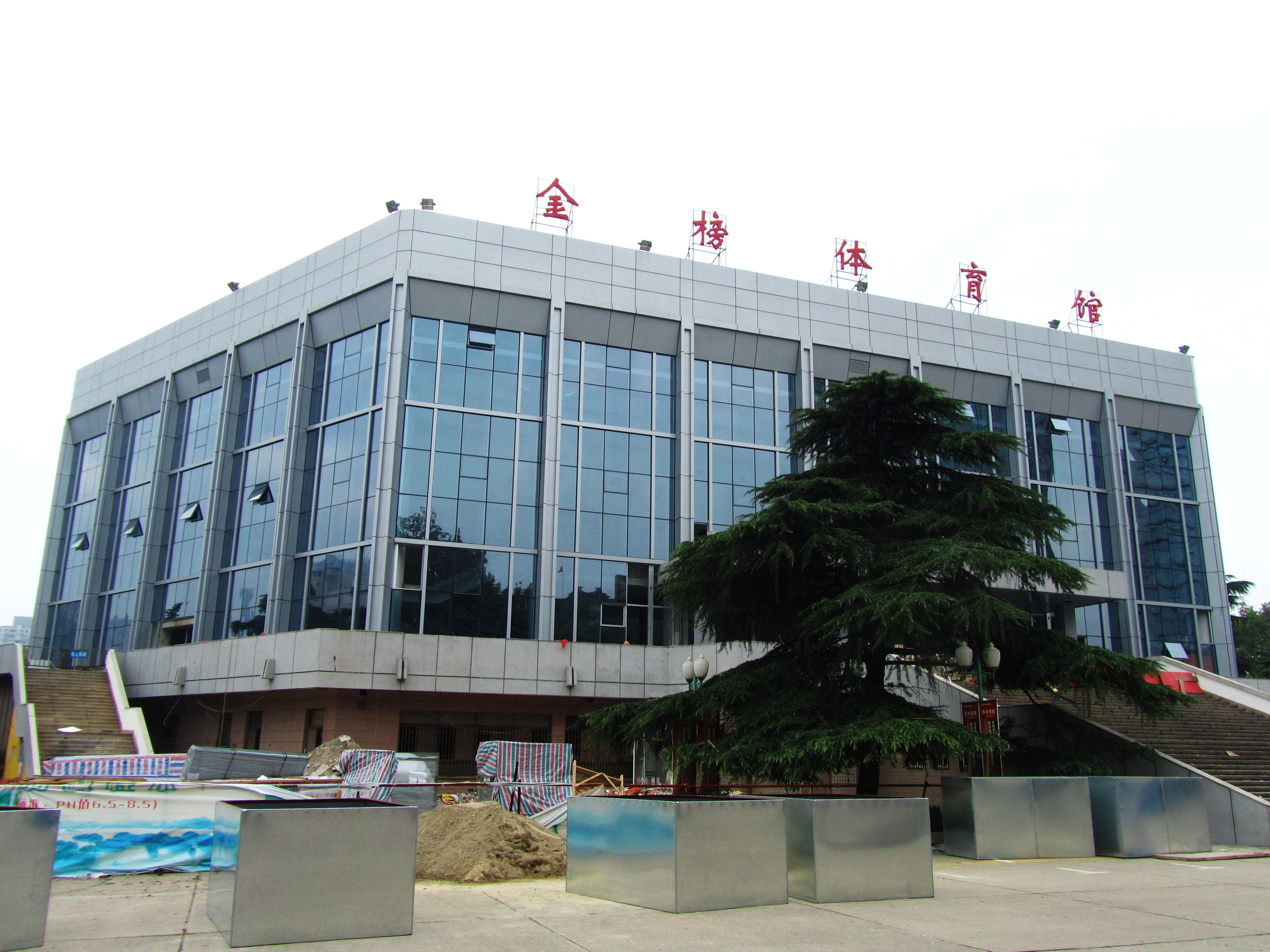
Wutaishan Sports Center

### Ku-lou
- Longjiang Gymnasium (judo, zápas)
- Wutaishan Sports Center (basketbal, fotbal, stolní tenis)

### Ťiang-ning
- Fangshan Sports Training Base (lukostřelba, střelba)
- Jiangning Sports Center (fotbal, házená)
- Jinniu Lake Sailing Venue (jachting)

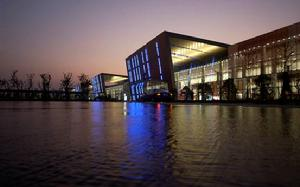
Nanjing International Expo Center

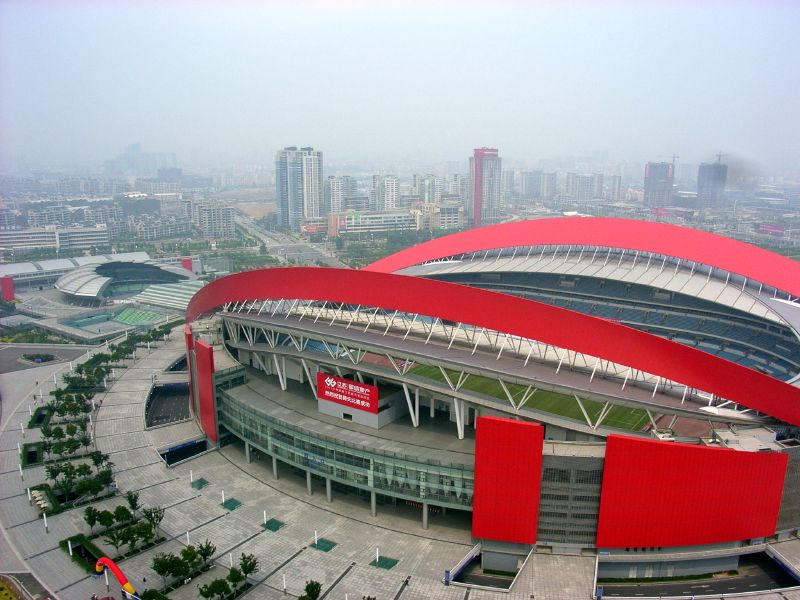
Nanjing Olympic Sports Cente

### Ťien-jie
- Nanjing International Expo Center (box, moderní pětiboj, šerm, taekwondo, vzpírání)
- Nanjing Olympic Sports Center (atletika, gymnastika, moderní pětiboj , plavání, skoky do vody, slavnostní zahájení a zakončení LOHM 2014)

### Pchu-kchou
- Laoshan National Forest Park (cyklistika)
- Youth Olympic Sports Park (cyklistika, plážový volejbal, pozemní hokej, ragby)

### Süan-wu
- Nanjing Sport Institute (badminton, tenis)
- Nanjing International Exhibition Center (jezdectví)
- Xuanwu Lake Park (triatlon)
- Xuanwu Lake Rowing-Canoeing Venue (kanoistika, veslování)
- Zhongshan International Golf Club (golf)

## Soutěže
Na Hrách proběhly soutěže ve 28 sportovních odvětvích. Novými sporty v programu olympijských her se staly golf a ragby a volejbal byl nahrazen plážovým volejbalem.

### Sportovní odvětví
| - Atletika - Badminton - Basketbal - Box - Cyklistika - Fotbal - Golf - Gymnastika | - Házená - Jachting - Jezdectví - Judo - Kanoistika - Lukostřelba - Moderní pětiboj | - Pozemní hokej - Plavání - Plážový volejbal - Ragby - Skoky do vody - Stolní tenis - Střelba | - Šerm - Taekwondo - Tenis - Triatlon - Veslování - Vzpírání - Zápas |

### Ukázkové sporty
Pro sportovce i veřejnost byly po celou dobu LOHM během odpoledne k dispozici přednášky a ukázky profesionálů i možnost vyzkoušet tyto sporty. Tyto sporty mohou být zařazeny mezi závodní sporty Letních olympijských her 2020 v Tokiu:
- In-line bruslení
- Skateboarding
- Wu-šu
- Sportovní lezení

### Kalendář soutěží
| UC | Úvodní ceremoniál | ● | Soutěžní den disciplíny | 1 | Finále disciplíny | ZC | Závěrečný ceremoniál |

| Srpen              | 14. Čt | 15. Pá | 16. So | 17. Ne | 18. Po | 19. Út | 20. St | 21. Čt | 22. Pá | 23. So | 24. Ne | 25. Po | 26. Út | 27. St | 28. Čt | Finále |
| ------------------ | ------ | ------ | ------ | ------ | ------ | ------ | ------ | ------ | ------ | ------ | ------ | ------ | ------ | ------ | ------ | ------ |
| Ceremoniály        |        |        | UC     |        |        |        |        |        |        |        |        |        |        |        | ZC     |        |
| Atletika           |        |        |        |        |        |        | ●      | ●      | ●      | 13     | 12     | 11     | 1      |        |        | 37     |
| Badminton          |        |        |        | ●      | ●      | ●      | ●      | ●      | 3      |        |        |        |        |        |        | 3      |
| Basketbal          |        |        |        |        | ●      | ●      | ●      | 2      | ●      | ●      | ●      | ●      | 2      |        |        | 4      |
| Box                |        |        |        |        |        |        |        |        |        | ●      | ●      | ●      | 3      | 10     |        | 13     |
| Cyklistika         |        |        |        | ●      | ●      | ●      | ●      |        | 2      |        | 1      |        |        |        |        | 3      |
| Fotbal             | ●      | ●      |        | ●      | ●      |        | ●      | ●      |        | ●      | ●      | ●      | 1      | 1      |        | 2      |
| Golf               |        |        |        |        |        | ●      | ●      | 2      |        |        | ●      | ●      | 1      |        |        | 3      |
| Gymnastika         |        |        |        | ●      | ●      | 1      | 1      | 1      | 1      | 5      | 5      |        | ●      | 2      |        | 16     |
| Házená             |        |        |        |        |        |        | ●      | ●      | ●      |        | ●      | 2      |        |        |        | 2      |
| Jachting           |        |        |        |        | ●      | ●      | ●      |        | ●      | 4      |        |        |        |        |        | 4      |
| Jezdectví          |        |        |        |        |        | ●      | 1      | ●      | ●      | ●      | 1      |        |        |        |        | 2      |
| Judo               |        |        |        | 3      | 3      | 2      |        | 1      |        |        |        |        |        |        |        | 9      |
| Kanoistika         |        |        |        |        |        |        |        |        |        | ●      | 4      |        | ●      | 4      |        | 8      |
| Lukostřelba        |        |        |        |        |        |        |        |        | ●      | ●      | 1      | 1      | 1      |        |        | 3      |
| Moderní pětiboj    |        |        |        |        |        |        |        |        | ●      | 1      | 1      |        | 1      |        |        | 3      |
| Plavání            |        |        |        | 3      | 8      | 5      | 7      | 4      | 9      |        |        |        |        |        |        | 36     |
| Plážový volejbal   |        |        |        | ●      | ●      | ●      |        | ●      | ●      |        | ●      | ●      | 1      | 1      |        | 2      |
| Pozemní hokej      |        |        |        | ●      | ●      | ●      | ●      | ●      |        | ●      | ●      | ●      | 1      | 1      |        | 2      |
| Ragby              |        |        |        | ●      | ●      | ●      | 2      |        |        |        |        |        |        |        |        | 2      |
| Skoky do vody      |        |        |        |        |        |        |        |        |        | 1      | 1      | 1      | 1      | 1      |        | 5      |
| Stolní tenis       |        |        |        | ●      | ●      | ●      | 2      | ●      | ●      | 1      |        |        |        |        |        | 3      |
| Střelba            |        |        |        | 1      | 1      | 1      | 1      | 1      | 1      |        |        |        |        |        |        | 6      |
| Šerm               |        |        |        | 2      | 2      | 2      | 1      |        |        |        |        |        |        |        |        | 7      |
| Taekwondo          |        |        |        | 2      | 2      | 2      | 2      | 2      |        |        |        |        |        |        |        | 10     |
| Tenis              |        |        |        | ●      | ●      | ●      | ●      | ●      | ●      | 2      | 3      |        |        |        |        | 5      |
| Triatlon           |        |        |        | 1      | 1      |        |        | 1      |        |        |        |        |        |        |        | 3      |
| Veslování          |        |        |        | ●      | ●      | ●      | 4      |        |        |        |        |        |        |        |        | 4      |
| Vzpírání           |        |        |        | 2      | 2      | 2      |        | 2      | 2      | 1      |        |        |        |        |        | 11     |
| Zápas              |        |        |        |        |        |        |        |        |        |        |        | 5      | 4      | 5      |        | 14     |
| Celkem disciplín   |        |        |        | 14     | 19     | 15     | 21     | 16     | 18     | 28     | 29     | 20     | 17     | 25     |        | 222    |
| Kumulativní součet |        |        |        | 14     | 33     | 48     | 69     | 85     | 103    | 134    | 160    | 180    | 197    | 222    |        | 222    |
| Srpen              | 14. Čt | 15. Pá | 16. So | 17. Ne | 18. Po | 19. Út | 20. St | 21. Čt | 22. Pá | 23. So | 24. Ne | 25. Po | 26. Út | 27. St | 28. Čt | Finále |

## Pořadí národů
| Pořadí | Země                         | Zlato | Stříbro | Bronz | Celkem |
| ------ | ---------------------------- | ----- | ------- | ----- | ------ |
| 1      | Čína (CHN)                   | 38    | 13      | 14    | 65     |
| 2      | Rusko (RUS)                  | 27    | 19      | 11    | 57     |
| —      | Smíšené družstvo             | 13    | 12      | 14    | 39     |
| 3      | Spojené státy americké (USA) | 10    | 5       | 7     | 22     |
| 4      | Francie (FRA)                | 8     | 3       | 9     | 20     |
| 5      | Japonsko (JPN)               | 7     | 9       | 5     | 21     |
| 6      | Ukrajina (UKR)               | 7     | 8       | 8     | 23     |
| 7      | Itálie (ITA)                 | 7     | 8       | 6     | 21     |
| 8      | Maďarsko (HUN)               | 6     | 6       | 11    | 23     |
| 9      | Brazílie (BRA)               | 6     | 6       | 1     | 13     |
| 10     | Ázerbájdžán (AZE)            | 5     | 6       | 1     | 12     |
| 40     | Česko (CZE)                  | 1     | 3       | 3     | 7      |

## Čeští medailisté
Česká výprava čítala 37 sportovců a získala osm cenných kovů:
Zlatá medaile
- Barbora Průdková, Jan Rajchart, Roman Lehký, Nikola Nosková – cyklistika, smíšená štafeta[2]

Stříbrné medaile
- Miroslav Jech, Lukáš Helešic – veslování, dvojka bez kormidelníka[3]
- Barbora Průdková, Nikola Nosková – cyklistika, dvojice[4]
- Martina Satková – vodní slalom, kánoe C1[5]

Bronzové medaile
- Michaela Hrubá – atletika, skok do výšky[2]
- Kryštof Hájek – rychlostní kanoistika, kánoe C1[2]
- Michaela Hrubá – atletika, smíšená mezinárodní štafeta 8×100 m[6] (medaile není započítávána do pořadí národů)
- Amálie Hilgertová – vodní slalom, kajak K1[5]